# Lista de membros da Royal Society eleitos em 1996
Esta é uma lista de Membros da Royal Society eleitos em 1996.

## Fellows
1. Martin Schwarzschild (1912-1997)
2. Stewart Crichton Miller (1934-1999)
3. Jacques-Louis Lions (1928-2001)
4. Sir Martin Roth (1917-2006)
5. James Hunter Whitelaw (1936-2006)
6. Michael Denis Gale (d. 2009)
7. Iain MacIntyre (d. 2009)
8. Phillip Tobias (1925-2012)
9. Martin Geoffrey Low (1950-2013)
10. Alfred Rodney Adams
11. Jan Mary Anderson
12. Jonathan Ashmore
13. David Beach
14. John Michael Brown
15. James Darnell
16. Chris Dobson
17. Patrick Dowling
18. Peter Edwards
19. Dianne Edwards
20. Andrew Fabian
21. James Feast
22. David Gubbins
23. Duncan Haldane
24. Thomas Jessell
25. Sir David Lane
26. Andrew Lyne
27. Nicholas Manton
28. Francis Patrick McCormick
29. Thomas Wilson Meade
30. Ian Mark Mills
31. Vernon Benjamin Mountcastle
32. Mudumbai Seshachalu Narasimhan
33. Linda Partridge
34. Malcolm Peaker
35. John Anthony Pickett
36. Peter Pusey
37. James Robert Rice
38. Michael Rossmann
39. Christopher Sachrajda
40. Ekhard Salje
41. Timothy Shallice
42. George David William Smith
43. Edwin Smith
44. David Ian Stuart
45. Grant Robert Sutherland
46. Martin John Taylor